# Альперс, Светлана
Светлана Альперс (урождённая Леонтьева, англ. Svetlana Leontief Alpers; род. 10 февраля 1936, Кембридж, Массачусетс) — американский историк европейской живописи, теоретик искусства.
Доктор философии (1965), около трети века преподаватель Калифорнийского университета в Беркли, член Американской академии искусств и наук (1991) и Американского философского общества (2011), член-корреспондент Британской академии (2014).

## Биография
Дочь экономиста Василия Леонтьева, впоследствии Нобелевского лауреата, и поэтессы Эстеллы Хелен Маркс.
Закончила Рэдклиффский колледж (1957), состояла в Phi Beta Kappa. Получила докторскую степень в Гарварде (1965), где училась у Эрнста Гомбриха. С 1962 по 1998 год преподаватель Калифорнийского университета в Беркли, эмерит-профессор с 1994 года. Преподавала в Принстоне, Стэнфорде, Гааге, Париже, Берлине и др. Консультант Национального общественного радио США и Национального фонда гуманитарных наук. В 1983 году выступила одним из основателей междисциплинарного теоретического журнала Representations, в первом номере которого напечатала программную статью Интерпретация без репрезентации: Глядя на Менины. Публиковалась в журнале October, др.
Исследовательские интересы
Специалист по нидерландскому искусству XVII века, автор фундаментальных трудов о Рембрандте и Рубенсе, а также работ о Вермеере, Веласкесе, Тьеполо и др., переведённых на основные европейские языки. Выступает также как теоретик визуальной культуры, оппонент иконологии.
"Одним из самых влиятельных искусствоведов своего поколения", - называют её при объявлении о вручении почётной степени доктора искусств Гарвардского университета в 2015 году.

### Семья
- Муж — Пол Альперс (англ. Paul Joel Alpers, 1932—2013), профессор английского языка и литературы Калифорнийского университета в Беркли, автор трудов по поэзии эпохи раннего Возрождения, книг «Pope's To Bathurst and the Mandevillian State» (1958), «Elizabethan Poetry: Modern Essays in Criticism» (1967, 1974), «Poetry of the Faerie Queene» (1967), «Edmund Spenser: a Critical Anthology» (1969) и «What Is Pastoral?» (1996); вторым браком был женат на филологе Carol T. Christ[англ.][3].

Сыновья:
- Бенджамин Леонтьев Альперс (англ. Benjamin L. Alpers, Ph.D., род. 1965), историк, автор монографий «Understanding Dictatorship and Defining Democracy in American Public Culture, 1930—1945» (1994) и «Dictators, Democracy, and American Public Culture: Envisioning the Totalitarian Enemy, 1920s—1950s» (2003); его жена (с 1995) — историк литературы и литературовед-германист Кэрин Линн Шутджер (англ. Karin Lynn Schutjer, род. 1966), автор монографий «Narrating Community After Kant: Schiller, Goethe, and Hölderlin» (2001) и «Goethe and Judaism: The Troubled Inheritance of Modern Literature» (2015).
- Николас Альперс (род. 1968), инженер[4].

## Признание
- Премия выдающемуся преподавателю (Беркли, 1986)[5].
- Почётный доктор Института Курто (2009).
- В 2009 году Американская ассоциация художественных колледжей (CAA) присвоила ей звание выдающегося преподавателя[6].
- Симпозиум, посвящённый Светлане Альперс, прошел в мае 2010 года в Амстердамском университете[7].
- Почётный доктор искусств Гарвардского университета (2015)[2].

## Основные труды
- The Decoration of the Torre de la Parada. New York: Phaidon, 1971.
- The Art of Describing: Dutch Art in the Seventeenth Century. Chicago: University of Chicago Press, 1983.
- Rembrandt’s Enterprise: The Studio and the Market. Chicago: University of Chicago Press, 1988 (см. рецензию в журнале The New Criterion «Рембрандт как Уорхолл»[8].
- Tiepolo and the Pictorial Intelligence. New Haven; London: Yale University Press, 1994 (в соавторстве с Майклом Баксендоллом).
- The Making of Rubens. New Haven; London: Yale University Press, 1995.
- The Vexations of Art: Velazquez and Others. New Haven; London: Yale University Press, 2005.
- Roof Life. New Haven; London: Yale University Press, 2013

## Публикации на русском языке
- Алперс Светлана. Искусство описания. Голландская живопись в XVII веке / Перевод с английского И. Доронченкова, А. Форсиловой; Послесловие Н. Мазур. — М.: V-A-C Press, 2022. — 436 с.
- Алперс Светлана. Предприятие Рембрандта. Мастерская и рынок / Перевод с английского В. Ахтырской. — М.: Ад Маргинем, 2022. — 312 с.